# Pietje Bell (boek)
Pietje Bell, oorspronkelijke titel Pietje Bell of de lotgevallen van een ondeugenden jongen, is een kinderboek uit 1914 van de Rotterdamse schrijver en kinder-entertainer Chris van Abkoude. Het is het eerste boek in de Pietje Bell-serie.
De hoofdpersoon, Pietje Bell, is een Rotterdamse schoenmakerszoon. Door de onbeholpen en naïeve wijze waarop hij anderen probeert te helpen, brengt hij voortdurend zichzelf en de mensen om zich heen in de problemen.

## Synopsis
Pieter Bell, bijgenaamd "Jan Plezier", is een vrolijke schoenmaker uit de Breestraat in Rotterdam. Hij heeft een 14-jarige dochter genaamd Martha, maar zijn hartenwens is om ook nog een zoon te krijgen. Uiteindelijk wordt deze wens vervuld.
Zijn zoon Pietje Bell blijkt een zeer ondernemend kind, dat met zijn onbevangen en onbesuisde gedrag veel streken uithaalt. Zo ontaardt een logeerpartij van Pietjes zuinige en chagrijnige Tante Cato in veel misverstanden en komische situaties.
Tot afkeuring van zijn vrouw en dochter moet de schoenmaker altijd hartelijk lachen om de streken van zijn zoontje. De buurman van de familie Bell, de drogist Geelman, komt regelmatig zijn beklag doen over Pietje, waarbij hij zijn eigen zoontje Jozef, die nog nooit straf heeft gehad of iets verkeerds heeft gedaan, als modelkind noemt. Geelman wordt steevast weggehoond door de vader van Pietje. Een echte Hollandse jongen haalt kattenkwaad uit en komt af en toe thuis met een scheur in zijn broek, is zijn mening.
Tijdens zijn eerste jaar op school heeft Pietje zijn eigen zus als onderwijzeres. Als hij op een dag spijbelt, komt hij op een boot terecht. Omdat de streken van Pietje naarmate hij ouder wordt behoorlijk wat schade aan zijn directe omgeving veroorzaken en zelfs de krant halen, dringen zijn moeder en zus er regelmatig bij vader Pieter op aan om strenger op te gaan treden. Ten slotte doet vader Pieter dit inderdaad, waarop Pietje uit frustratie besluit van huis weg te lopen en in het circus belandt. Tijdens de huwelijksreceptie bij de Velinga's, de schoonfamilie van de familie Bell, laat Pietje het huis onder water lopen doordat hij de badkraan vergeet dicht te draaien.
Pietje ontwikkelt gaandeweg iets meer zelfreflectie, al blijft hij zich vaak in de nesten werken. Dat zijn karakter ook zeer goede kanten heeft, wordt met name duidelijk als meester Ster een longontsteking krijgt en uiteindelijk hieraan sterft. Van de leerlingen in de klas toont Pietje zich het meest begaan met de onderwijzer.
Aan het eind van het boek is Pietje nog even ondeugend, voordat hij met Oudjaar definitief besluit zich te beteren.

## Achtergrond
Kinder-entertainer Chris van Abkoude was een voormalig onderwijzer die genoeg had van het belerende, kuise karakter van de jeugdliteratuur uit zijn tijd. Met Pietje Bell schiep hij voor het eerst een jongensboekenheld die hardnekkig onaangepast bleef. Evenals zijn hoofdpersoon had Van Abkoude een avontuurlijke geest en vrijgevochten karakter.

## Ontvangst
Het boek werd onder lezers uitermate populair, maar is vanwege het ontbreken van de destijds gewenste moraal, waarbij kinderen ontzag dienden te tonen voor volwassenen, door opvoedkundigen langdurig streng bekritiseerd. In het jaar voor publicatie gebruikte Van Abkoude de verhalen over Pietje Bell tijdens zijn optredens als kinder-entertainer. Al in oktober 1913 verscheen het eerste afkeurende commentaar, waarbij Pietje Bell bij de bespreking van een voorstelling door de Deventer Courant werd gekwalificeerd als een ´enfant terrible’. Ook bekende collega-schrijvers van kinderboeken als J.B. Schuil, A.M. de Jong, Theo Thijssen en K. Norel spraken in de daaropvolgende jaren hun sterke afkeuring uit over dit boek. Als gevolg van alle kritiek verdwenen er in latere bewerkingen een groot aantal passages die als aanstootgevend werden gezien. Zo werden onder meer alle verwijzingen naar godsdienstige zaken geschrapt (de oorspronkelijke versie bevatte een apart hoofdstuk waarin Pietje naar de zondagsschool wordt gestuurd).
In de loop der jaren veranderden de pedagogische inzichten en zijn de kritieken verstomd. Evenals in het werk van Chris van Abkoude is stukje bij beetje het opgeheven moralistische vingertje verdwenen uit de Nederlandse kinderliteratuur. Het boek Pietje Bell kan derhalve worden gezien als pionierswerk. Het was aan het begin van de twintigste eeuw het eerste Nederlandse jeugdboek dat niet de toen geldende moraal propageerde en geheel vanuit het perspectief van het kind werd verteld.
In 2014, precies honderd jaar nadat het boek uitkwam, verscheen een jubileumeditie waarin de oorspronkelijke tekst in ere is hersteld.

## Vervolgdelen
- 1920 De vlegeljaren van Pietje Bell
- 1922 De zonen van Pietje Bell
- 1924 Pietje Bell's goocheltoeren
- 1929 Pietje Bell in Amerika
- 1932 Nieuwe avonturen van Pietje Bell
- 1934 Pietje Bell is weer aan de gang
- 1936 Pietje Bell gaat vliegen

Hoewel Pietje in het tweede boek zo'n 18 jaar oud is, en in deel drie al getrouwd is en kinderen heeft, verhalen de latere boeken weer over diens jeugdjaren. In na-oorlogse drukken wordt de reeks dan ook in een andere volgorde aangeboden. De drie 'volwassen' delen werden daarbij tevens gemoderniseerd door W.N. van der Sluys:
- 1. Pietje Bell
- 2. Pietje Bell’s goocheltoeren
- 3. Nieuwe avonturen van Pietje Bell
- 4. Pietje Bell is weer aan de gang
- 5. Pietje Bell gaat vliegen
- 6. De vlegeljaren van Pietje Bell
- 7. Pietje Bell in Amerika
- 8. De zonen van Pietje Bell

## Bewerkingen

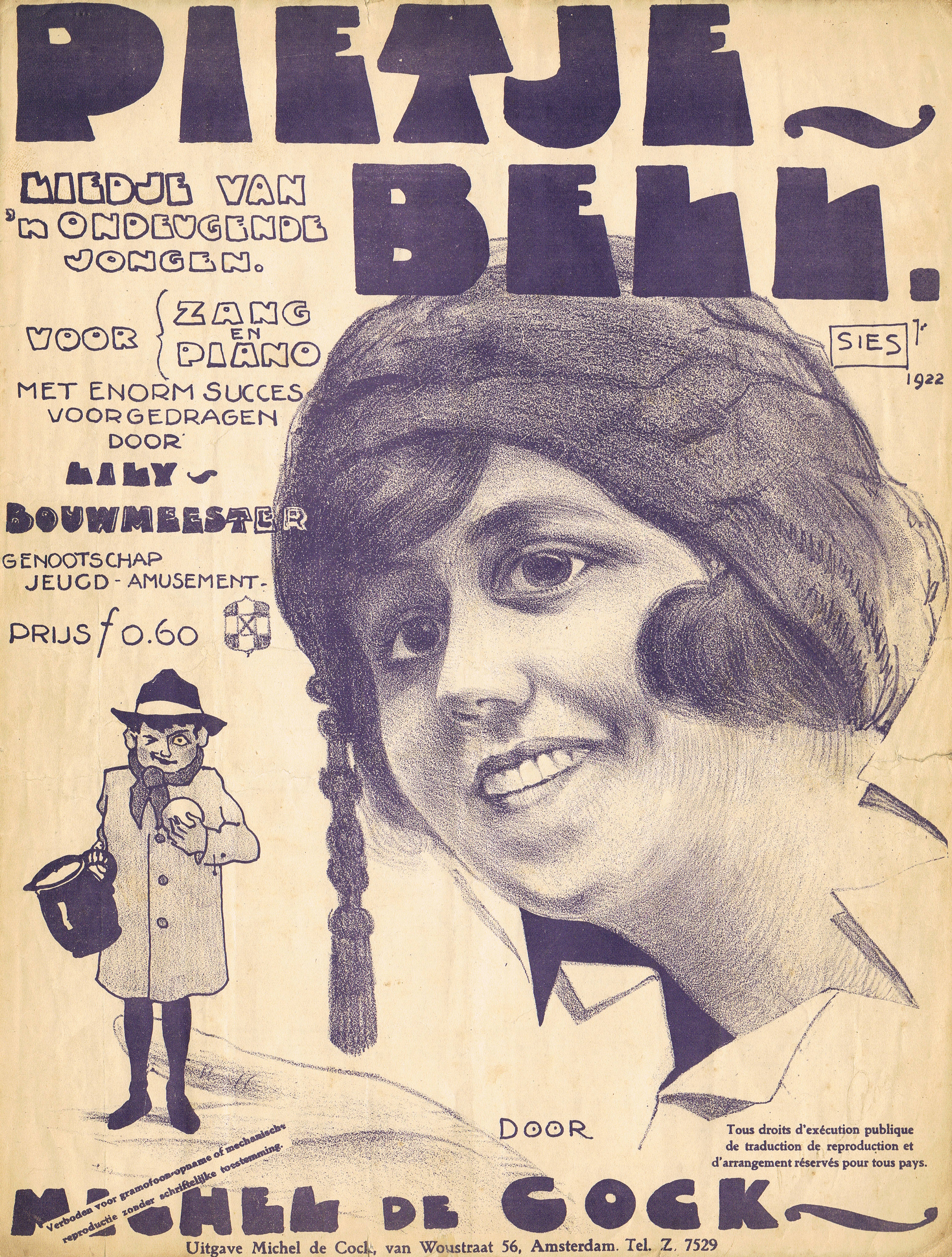
Toneelvoorstelling 1922 Genootschap Jeugdamusement

Het Genootschap Jeugdamusement kwam in 1922 in Amsterdam met een toneelvoorstelling gebaseerd op de boeken Pietje Bell en De vlegeljaren van Pietje Bell. Het betrof een bewerking door Chris van Abkoude zelf. De titelrol werd vertolkt door Lily Bouwmeester. Haar echtgenoot Theo Frenkel jr. nam de rol van Jozef, zoon van de drogist Geelman voor zijn rekening. De voorstelling trok gedurende een aantal jaren met zeer veel succes door het land. Sedertdien zijn er in Nederland tientallen toneel- en musicalbewerkingen gemaakt van de boeken over Pietje Bell. In de jaren dertig van de twintigste eeuw zijn ook in Nederlands-Indië enkele toneelvoorstellingen gemaakt.
Een eerste verfilming met als titel De avonturen van Pietje Bell dateert uit 1964. In 2002 en 2003 kwam Maria Peters met de films Pietje Bell en Pietje Bell 2: De Jacht op de Tsarenkroon. De verfilming uit 2002 is goeddeels gebaseerd op het eerste boek.
Begin jaren negentig werkte Dick Matena dit eerste boek om tot een stripversie. Hetzelfde deed Matena met Pietje Bell's goocheltoeren. Beide stripverhalen verschenen onder andere als feuilleton in het weekblad Donald Duck.